# Uwe Wurlitzer
Uwe Wurlitzer (* 14. Juni 1975 in Leipzig) ist ein deutscher Immobilienmakler und ehemaliger Politiker (parteilos, zuvor CDU, AfD, Blaue Partei). Er war Generalsekretär der AfD Sachsen sowie Parlamentarischer Geschäftsführer und stellvertretender Fraktionsvorsitzender seiner Partei im Sächsischen Landtag.

## Leben
Wurlitzer absolvierte nach der allgemeinen Hochschulreife eine Ausbildung mit Berufsabschluss als Kaufmann in Grundstücks- und Wohnungswirtschaft (BWV) an der IHK Leipzig und als Versicherungsfachmann. Ab 2000 war Wurlitzer selbständiger Immobilienmakler und Versicherungsfachmann. Seit seinem Ausscheiden aus der aktiven Politik ist er als gesetzlicher Betreuer tätig.
Wurlitzer ist konfessionslos, verheiratet und Vater von zwei Kindern. Er lebt in Leipzig.

## Politisches Engagement

### Partei
Wurlitzer gehörte von 2004 bis 2009 als Mitglied der CDU an und von 2005 bis 2009 ferner dem Vorstand des Ortsverbandes Leipzig-Grünau. Von 2005 bis 2009 war er zudem Mitarbeiter im Büro des CDU-Bundestagsabgeordneten Manfred Kolbe.
Im April 2013 trat er der neugegründeten Partei Alternative für Deutschland bei und wurde im Oktober zum Vorsitzenden des Kreisverbandes Leipzig gewählt. Seit März 2014 war er zudem Generalsekretär des sächsischen Landesverbandes. Am 29. September 2017 trat er aus der AfD aus.
Wurlitzer schloss sich der Blauen Partei an und war Beisitzer im Vorstand der Partei.

### Abgeordnetentätigkeit
Bei der Landtagswahl in Sachsen 2014 kandidierte er direkt im Wahlkreis 29 (Leipzig 3), wo er 8,5 Prozent der Erststimmen erhielt. Über den Landeslistenplatz 2 wurde er in den Landtag gewählt. Die AfD-Landtagsfraktion wählte ihn auf ihrer konstituierenden Sitzung zum Parlamentarischen Geschäftsführer. Außerdem wurde er stellvertretender Fraktionsvorsitzender.
Er war Mitglied im Ausschuss für Schule und Sport und im Ausschuss für Geschäftsordnung und Immunitätsangelegenheiten sowie stellvertretendes Mitglied im Verfassungs- und Rechtsausschuss, Haushalts- und Finanzausschuss, Ausschuss für Wirtschaft, Arbeit und Verkehr, Ausschuss für Umwelt und Landwirtschaft, Innenausschuss, Ausschuss für Soziales und Verbraucherschutz, Gleichstellung und Integration, Ausschuss für Wissenschaft und Hochschule, Kultur und Medien, Europaausschuss und Petitionsausschuss.
Am 26. September 2017 verließ er zusammen mit der Partei- und Fraktionsvorsitzenden Frauke Petry und der Abgeordneten Kirsten Muster die AfD-Fraktion, behielt aber sein Mandat. Ein erneuter Einzug in den Landtag nach der Landtagswahl in Sachsen 2019 am 1. September 2019 gelang nicht.

### Kritik
Im Sächsischen Landtag unterstellte Wurlitzer politischen Gegnern wiederholt strafbare Äußerungen, was er auf Nachfrage zurückziehen musste. So unterstellte er Juliane Nagel (Die Linke) einen Aufruf zur Gewalt gegen Polizeibeamte und behauptete zu anderem Zeitpunkt, Linksjugend, Grüne Jugend sowie Jusos hätten dazu aufgerufen, Wahlkampfstände der AfD zu beschädigen. Beide Vorwürfe konnte er nicht belegen und musste sie zurückziehen.